# Jan Adolf II
Johann Adolf II (ur. 4 września 1685 w Weißenfels, zm. 16 maja 1746 w Lipsku) – ostatni książę Saksonii-Weißenfels, generał marszałek polny armii saskiej. Jego władztwo było częścią Świętego Cesarstwa Rzymskiego Narodu Niemieckiego. Pochodził z rodu Wettynów.
Urodził się jako siódmy syn (najmłodsze spośród jedenaściorga dzieci) księcia Saksonii-Weißenfels Jana Adolfa I i jego żony księżnej Joanny Magdaleny Sachsen-Altenburg. Czterech z sześciu jego starszych braci zmarło w niemowlęctwie. Po śmierci starszego brata – księcia Chrystiana 28 czerwca 1736 wstąpił na tron.
9 maja 1721 w Eisenach poślubił księżniczkę Saksonii-Eisenach Joannę Antoninę (1698–1726). Para miała jednego syna – księcia Fryderyka Jana Adolfa (1722–1724).
27 listopada 1734 w Altenburgu ożenił się po raz drugi z księżniczką Saksonii-Gotha-Altenburg Fryderyką (1715–1775). Z tego ze związku miał pięcioro dzieci:
- księcia Karola Fryderyka Adolfa (1736–1737)
- księcia Jana Adolfa (1738–1738)
- księcia Augusta Adolfa (1739–1740)
- księcia Jana Jerzego Adolfa (1740–1740)
- księżniczkę Fryderykę Adolfinę (1741–1751)

Po śmierci monarchy księstwo Saksonii-Weißenfels zostało inkorporowane do Elektoratu Saksonii.